# Мавзолей Саманідів
39°46′37″ пн. ш. 64°24′02″ сх. д. / 39.777011209297° пн. ш. 64.400580349296° сх. д.

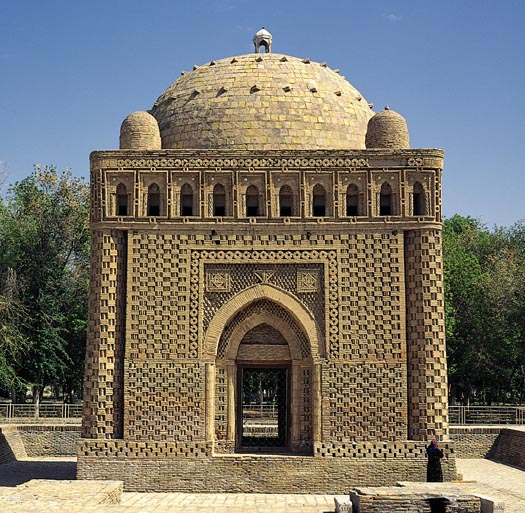
Мавзолей Саманідів

Мавзолей Саманидів або Мавзолей Ісмаїла Самані — мавзолей-усипальниця правителів могутньої династії середньоазійських правителів Саманідів, розташований у місті Бухарі (Узбекистан), зведення якого датується кінцем IX — початком Х століть.
Історико-архітекурна і мистецька пам'ятка є однією з найшанованіших у Центральній Азії; це шедевр світової архітектури, включений як складова історичного центру Бухари до Списку всесвітньої спадщини ЮНЕСКО. 

## Розташування та історичні дані
Мавзолей розташований в історичному центрі Бухари — у парку, розбитому на місці стародавнього цвинтаря. 
Споруду зводили у період між 892 і 943 роками. Тут знаходиться могила Ісмаїла Самані — засновника могутньої Саманідської династії, середньовічної таджицької династії, що владарювала у Центральній Азії, і зокрема Бухарою, у IX—X століттях нашої ери. Будучи правителями Хорасану і Мавераннахру, підконтрольних Аббасидському халіфату, Саманіди спромоглися встановили повну незалежність від Багдада й створити міцну власну державу. 

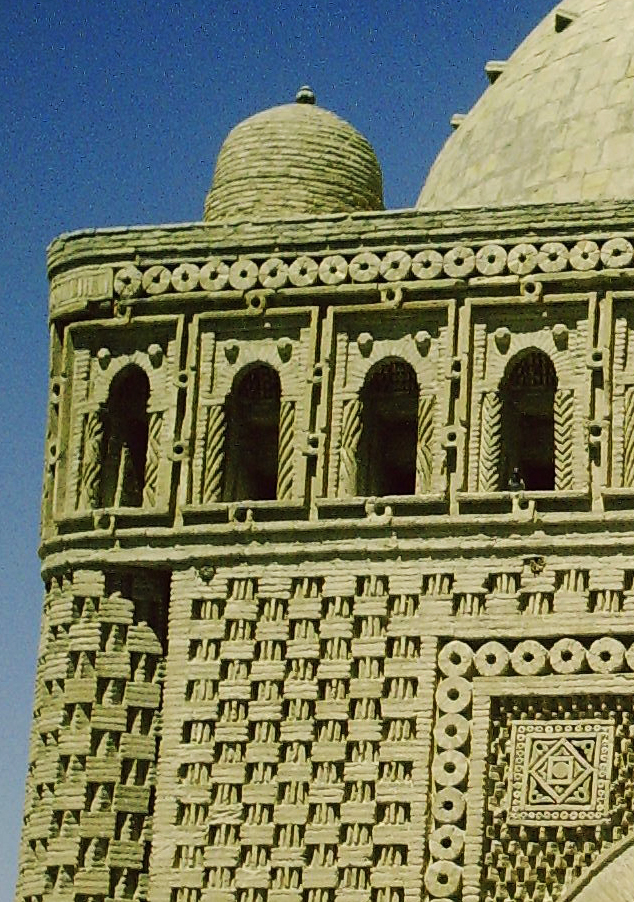
Фрагмент фасаду

Нині звільнений від двометрової товщі нашарувань і повністю відновлений, Мавзолей Саманідів знову доступний для огляду з усіх чотирьох боків, як і було спершу задумано його автором.

## Опис
Мавзолей Саманідів являє собою квадратну у плані споруду (10,80 X 10,60 м.), муровану з жовтої випаленої цегли. Мавзолей викладений орнаментальним муруванням на ганчевому розчині. Він має периметральну галерею на верхньому ярусі та увінчаний доволі масивним куполом.    
Усипальниця Ісмаїла Самані в архітектурному плані знаменує початок нової доби в розвитку центрально-азійського зодчества, відродженого після арабського завоювання. Розвиток архітектурного типу мавзолеїв у Середній Азії відбувався однозначно під арабським впливом. Водночас очевидним є те, що на давній землі продовжували розвиватися старовинні традиції, але вже у новій якості: техніка будівництва з випаленої цегли, використання та примноження її конструктивних та художніх можливостей, засоби архітектурної виразності є заслугою са́ме нового часу, хоча й несуть у собі звичну «знакову систему», що притаманна ще доісламській епосі.